# Inga Neumann

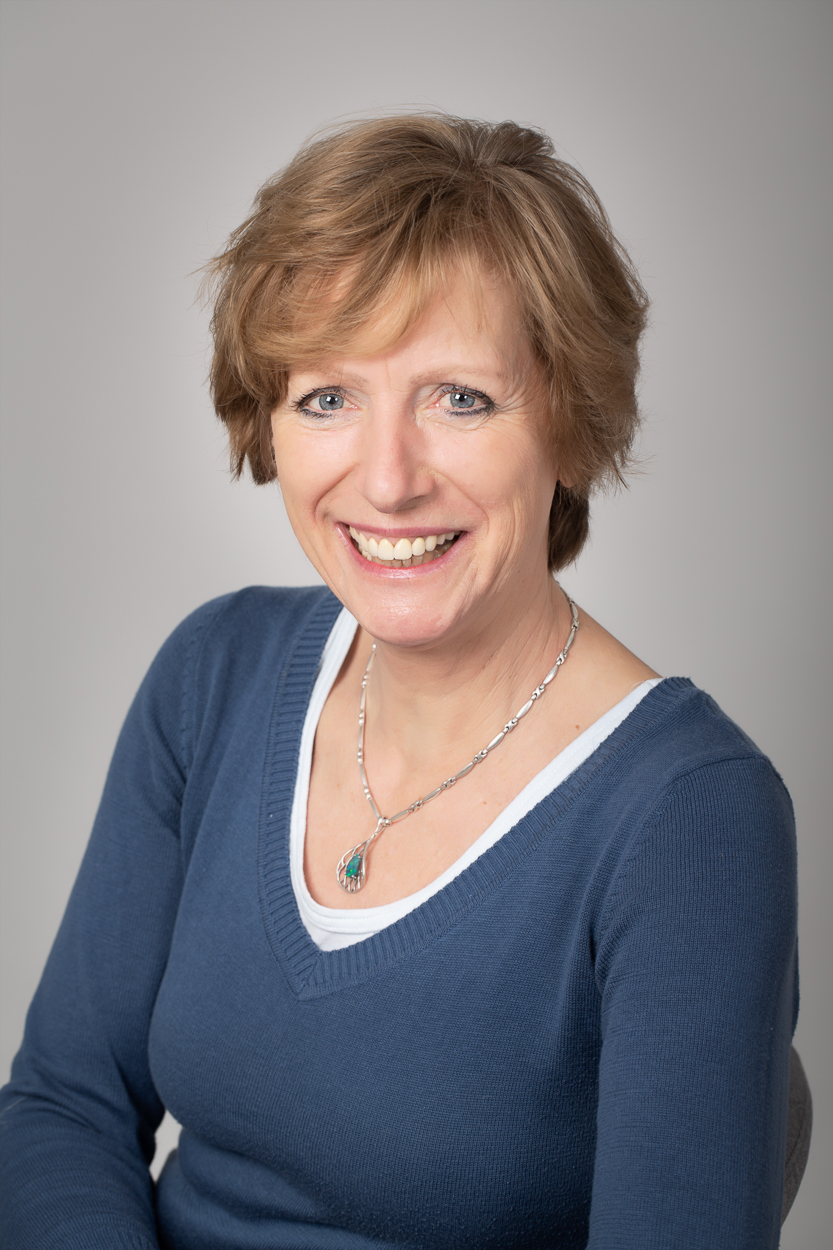
Porträtfoto von Inga Neumann, deutsche Neurobiologin und Hochschullehrerin an der Universität Regensburg

Inga Neumann, geb. Nebe (* 26. April 1962 in Jena, Bezirk Gera, DDR) ist eine deutsche Neurobiologin und Hochschullehrerin an der Universität Regensburg. Ihr Forschungsschwerpunkt liegt in der Neuroendokrinologie und Verhaltensbiologie.

## Leben
Inga Neumann absolvierte 1980 ihr Abitur an der Erweiterten Oberschule (EOS) Johannes-R.-Becher in Jena und studierte nach einem Jahr als Praktikantin am Zentralinstitut für Mikrobiologie und Experimentelle Therapie (ZIMET) Biologie an der damaligen Karl-Marx-Universität in Leipzig.
Nach der Geburt ihres ersten Sohnes begann sie 1987 als Forschungsassistentin in der dortigen Abteilung Zellbiologie und Neurobiologie der Fakultät für Biowissenschaften als wissenschaftliche Assistentin ihre Promotionsarbeit, die sie 1991 mit summa cum laude beendete. Ihre Arbeiten zur Rolle der Neuropeptide Vasopressin und Oxytocin setzte sie nach politischer Öffnung der DDR an der Medical School der University of Calgary, Canada, unterstützt durch ein Stipendium des Human Frontiers Science Programme, fort. Nach ihrer Rückkehr nach Deutschland 1994 arbeitete sie als Senior Scientist am Max-Planck-Institut für Psychiatrie in München, wo sie 1996 an der Ludwig-Maximilians-Universität in München auf dem Gebiet der Zoologie habilitierte. Unterstützt durch ein Heisenberg-Stipendium der Deutschen Forschungsgemeinschaft von 1997–2001 setzte sie auch nach der Geburt ihres zweiten Sohnes 1997 ihre wissenschaftlichen Arbeiten in München fort. 2001 nahm sie den Ruf auf den Lehrstuhl für Tierphysiologie und Neurobiologie an der Universität Regensburg an.

## Schaffen
2006 initiierte Inga Neumann mit finanzieller Unterstützung des Elitenetzwerk Bayern und gemeinsam mit Kollegen der damaligen Fakultät für Psychologie, Pädagogik und Sportwissenschaft, der Klinik und Poliklinik für Psychiatrie und Psychotherapie, der Klinik und Poliklinik für Neurologie sowie der Medizinischen Fakultät der Universität Regensburg den ersten Internationalen Elite-Masterstudiengang an der Universität Regensburg „Experimental and Clinical Neuroscience“, deren Direktorin sie bis 2016 war. 2015 fungierte sie als Gründungsdirektorin des Regensburg Center of Neuroscience. Seit 2017 ist sie Sprecherin des von der Deutschen Forschungsgemeinschaft unterstützten Graduiertenkollegs „Neurobiology of Emotion Dysfunctions“. Von 2017 bis 2019 war sie Dekanin der Fakultät für Biologie und Vorklinische Medizin an der Universität Regensburg.
Inga Neumann ist Mitglied zahlreicher Fachgesellschaften, wissenschaftlicher Programm-Komitees sowie Editorial Boards Internationaler Fachzeitschriften. 2019 wurde sie in Kopenhagen mit dem ECNP Neuropsychopharmacology Award ausgezeichnet.
Das Neumann-Team organisierte in Regensburg mehrere Internationale Kongresse, so 2007 den World Congress of Neurohypophyseal Hormones, 2011 die Parental Brain Conference, 2015 die First German Neuropeptide Conference, 2019 ein Deutsch-Israelisches MINERVA-Symposium zum Thema „Vom Gen zum Verhalten: Neuropeptide regulieren soziales und emotionales Verhalten“ sowie ein Symposium „Optogenetics in Biology“.

## Schwerpunkte der Forschungsinteressen
Der wissenschaftliche Schwerpunkt von Inga Neumann liegt in der neurobiologischen Grundlagenforschung. Im Fokus steht dabei die Entschlüsselung der Mechanismen, die Emotionen (Angst, Depressionsverhalten) und Sozialverhalten (Aggression, mütterliches Verhalten, soziale Phobie) zugrunde liegen. Hierbei interessiert sie sich vor allem für die Rolle der Neuropeptide Oxytocin, Vasopressin, CRF und Neuropeptid S, die als Neuromodulatoren des Gehirns Verhalten und Physiologie regulieren.
Sie selbst nennt vier Schwerpunktbereiche:
1. Wie wirken Neuropeptide auf Zell-Ebene?
2. Welche Rolle spielt Oxytocin des Gehirns bei der Regulation von Angst- und Furchtreaktionen und von sozialen Interaktionen im psychisch gesunden Organismus?
3. Können Neuropeptide therapeutisch zur Behandlung von Psychopathologien genutzt werden, die insbesondere mit erhöhter Angst, extremer Aggression oder sozialer Phobie einhergehen?
4. Welche psychischen, physiologischen und immunologischen Konsequenzen hat chronischer psychosozialer Stress, und kann das Neuropeptid Oxytocin Stress-protektiv eingesetzt werden?

Unter ihrem Namen wurden bisher mehr als 200 Publikationen international veröffentlicht, die mehr als 18.000 mal zitiert wurden. Des Weiteren zeigt sie sich sehr an ökologischen Debatten interessiert.

### Ausgewählte Forschungsbeiträge
- B. Jurek, I. D. Neumann: The oxytocin receptor: From intracellular signaling to behavior. In: Physiol Reviews. 2018.
- R. Menon, T. Grund, I. Zoicas, F. Althammer, D. Fiedler, V. Biermeier, O. J. Bosch, Y. Hiraoka, K. Nishimori, M. Eliava, V. Grinevich, I. D. Neumann: Oxytocin signaling in the lateral septum prevents social fear during lactation. In: Current Biol. Band 28, 2018, S. 1066–1078.
- I. D. Neumann, D. A. Slattery: Oxytocin in General Anxiety and Social Fear: A Translational Approach. In: Biol Psychiatry. Band 79, 2016, S. 213–221.
- B. Jurek, D. A. Slattery, Y. Hiraoka, Y. Liu, K. Nishimori, G. Aguilera, E. H. van den Burg, I. D. Neumann: Oxytocin regulates stress-induced CRF gene transcription through CREB-regulated transcription coactivator 3 (CRTC3). In: J Neurosci. Band 35, 2015, S. 12248–12260.
- D. A. Slattery, R. R. Naik, T. Grund, Y. C. Yen, S. B. Sartori, A. Fuechsl, B. C. Finger, B. Elfving, U. Nordemann, R. Guerrini, G. Calo, G. Wegener, A. A. Math, N. Singewald, L. Czibere, L. Landgraf, I. D. Neumann: Selective breeding for high anxiety introduces a synonymous SNP that increases neuropeptide S receptor activity. In: J Neurosci. Band 35, 2015, S. 4599–4613.
- M. T. Bowen, S. T. Peters, N. Absalom, M. Chebib, I. D. Neumann, I. S. McGregor: Oxytocin prevents ethanol actions at δ subunit-containing GABAA receptors and attenuates ethanol-induced motor impairment in rats. In: Proc Natl Acad Sci U S A. Band 112, 2015, S. 3104–3109.
- E. H. van den Burg, J. Stindl, T. Grund, I. D. Neumann, O. Strauss: Oxytocin Stimulates Extracellular Ca2+ Influx Through TRPV2 Channels in Hypothalamic Neurons to Exert its Anxiolytic Effects. In: Neuropsychopharmacology. Band 40, 2015, S. 2938–2947.
- I. Zoicas, D. A. Slattery, I. D. Neumann: Brain oxytocin in social fear conditioning and its extinction: Involvement of the lateral septum. In: Neuropsychopharmacology. Band 39, Nr. 13, 2014, S. 3027–3035.
- O. J. Bosch, I. D. Neumann: Brain vasopressin is an important regulator of maternal behavior independent of dams' trait anxiety. In: Proc Natl Acad Sci USA. Band 105, 2008, S. 17139–17144.
- D. A. Slattery, I. D. Neumann: No stress please! Mechanisms of stress hyporesponsiveness of the maternal brain. In: J Physiol. Band 586, 2008, S. 377–385.
- M. Waldherr, I. D. Neumann: Centrally released oxytocin mediates mating-induced anxiolysis in male rats. In: Proc Natl Acad Sci U S A. Band 104, 2007, S. 16681–1684.

(Quelle:)